# 杏花巷社区
杏花巷社区（きょうかこうしゃく）は、広州市越秀区光塔街道の社区。

## 交通
- 地下鉄の駅：
- バス：